# John Clellon Holmes
John Clellon Holmes (12. marts 1926 – 30. marts 1988) er mest kendt for sin roman fra 1952, Go, der beskriver begivenheder fra hans liv med venner som f.eks. Jack Kerouac, Neal Cassady og Allen Ginsberg, og som betragtes som den første beatroman. Holmes kom til den konklusion, at værdierne og ambitionerne hos beatgenerationen symboliserede noget større, hvilket blev inspirationen til Go. Han omtales ofte som "den stille beat" og han var en af Kerouacs nærmeste venner. Han skrev desuden, hvad der opfattes som beatgenerationens definitive jazzroman, The Horn.
Betegnelsen "beat" brugt om en hel generation skyldes Jack Kerouac, som sagde til Holmes: "You know, this is really a beat generation." Betegnelsen "beat" blev senere en del af den almindelige sprogbrug, da Holmes i 1952 skrev en artikel i The New York Times med titlen "This is the Beat Generation". I artiklen giver Holmes Kerouac æren for betegnelsen. Kerouac havde på sin side fået ideen fra Herbert Huncke.
Senere i livet underviste Holmes på University of Arkansas og forelæste på Yale og Brown University.